# 山形新幹線車両センター
山形新幹線車両センター（やまがたしんかんせんしゃりょうセンター）は、山形県山形市にある東日本旅客鉄道（JR東日本）の車両基地である。
以前は山形電車区（やまがたでんしゃく）と称していたが、2004年（平成16年）に山形車両センター（やまがたしゃりょうセンター）に改称された。2019年（平成31年）4月1日には東北本部（旧・仙台支社）から新たに発足した新幹線統括本部に在来線用車両も含めて移管され、現名称に改称された。

## 歴史
- 1901年（明治34年）4月11日 -  米沢機関庫山形分庫として設置。
- 1936年（昭和11年）9月1日 - 米沢機関区山形支区に改称。
- 1937年（昭和12年）11月10日 - 山形機関区に昇格[4]。
- 1986年（昭和61年）11月1日 - 山形機関区と山形客貨車区を統合改組のうえ山形運転区に改称
- 1987年（昭和62年）
  - 3月1日 - 山形運転所に改称[5][6]。
  - 4月1日 - 国鉄分割民営化により東日本旅客鉄道に移管。
- 1992年（平成4年）7月1日 - 山形運転所より検修部門を独立し、山形電車区発足。
- 2000年（平成12年）11月10日 - ISO 9001認証取得。
- 2004年（平成16年）4月1日 - 山形車両センターに改称[2]。
- 2019年（平成31年）4月1日 - 新幹線統括本部発足に伴い、仙台支社（現・東北本部）から同本部へ移管の上で山形新幹線車両センターに改称[3]。

## 設備
- 電留線 - 9線
- 臨時修繕線 - 1線
- 仕業検査線 - 1線
- 交番検査線 - 1線
- 融雪線 - 1線
- 削正線 - 1線

## 配置車両の車体に表記される略号

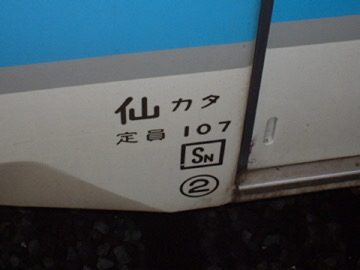
新幹線統括本部発足まで付されていた略号「仙カタ」（キハ101形気動車）

- 旅客車 - 「幹カタ」[7]…新幹線統括本部を意味する「幹」と山形を意味する「カタ」から構成される。
  - 新幹線統括本部発足までは「仙カタ」となっていた。また、1988年（昭和63年）に山形県内の路線（羽越本線と米坂線萩生駅以西は今も変わっていない）が当時の東北地域本社へ管轄移管される前は秋田鉄道管理局→秋田支社に所属していたため、略号は「秋カタ」となっていた。車両配置は1989年度に一度なくなっていた。
- 機関車 - 「山」…山形を意味する「山」から構成される。

## 配置車両
2022年（令和4年）4月1日現在の配置車両。

### 新幹線直行特急用電車
- E3系電車（84両）
  - 2000番台7両編成11本（L61,L62,L64 - L72編成）が配置されている。
  - 山形新幹線「つばさ」、東北新幹線「やまびこ」、「なすの」で運用されている。
- E8系電車（77両）[注釈 1]
  - 7両編成11本（G1-G11編成）が配置されている。[注釈 2]

### 標準軌在来線用電車
- 701系電車（18両）
  - 奥羽本線山形 - 新庄間標準軌化に伴って製造された5500番台2両編成9本（Z1 - Z9編成）が配置されている。全編成がワンマン運転に対応している。
  - 奥羽本線（山形線）山形 - 新庄間の普通列車で運用されている。

- 719系電車（24両）
  - 奥羽本線福島 - 山形間標準軌化に伴って製造された5000番台2両編成12本（Y1 - Y12編成）が配置されている。6編成（Y1 - Y6編成）のみワンマン運転に対応している。
  - 奥羽本線（山形線）福島 - 新庄間の普通列車で運用されている。

### 狭軌在来線用気動車
- キハ101形気動車
  - 13両（1 - 13）が配置されている。
  - 左沢線山形 - 左沢間の普通列車で運用されている。ただし、車両センター構内は標準軌車両専用のため、車両は山形駅構内の留置線および左沢線統括センターのある寒河江駅構内に常駐している。また給油等の検修施設も両駅構内に設置されている。
  - 1993年（平成5年）12月の新製配置から1999年（平成11年）11月までは新庄運転区（仙シウ）に所属していたが、奥羽線の標準軌化に伴い当時の山形電車区へ所属変更された。そのため2004年の山形車両センターへの区所名変更までは「電車区に気動車が所属」という珍しい現象が起きていた[9]。ところが2019年の再度の区所名変更により、「新幹線車両センターに気動車が所属」という現象が起きている。
  - 全般検査等の大掛かりな検査については、仙台車両センター所属のED75形電気機関車に牽引され仙山線、東北本線を経由して郡山総合車両センターにて実施されている。

### その他
- 構内専用として、アント工業製の車両移動機（アント40RR型）が配置されている。

## 標準軌在来線用電車検査の特色
- 全般・要部検査施工については、車体については当センターで、台車・パンタグラフなどの部品装置については郡山総合車両センターへ送付して検査を行っている。

## 過去の配置車両

### 新幹線直行特急用電車
- 400系電車
  - 1992年（平成4年）の山形新幹線開業より2010年（平成22年）まで運行された。
  - 1994年（平成6年）に増備された車両を除き、山形ジェイアール直行特急保有株式会社が所有し、JR東日本にリースし運行されていた。
- E3系電車
  - 1000番台L51・L52編成が配置されていた。当編成は1999年の山形新幹線新庄延伸時に導入された編成であった。
  - 2014年（平成26年）に元・秋田新幹線「こまち」用の0番台から改造されたL54・L55編成と入れ替わる形で廃車された。

### 標準軌在来線ジョイフルトレイン用電車
- E3系電車（6両）
  - 山形新幹線「とれいゆ」で運用されている700番台6両編成1本（R18編成）が配置されていた。2022年12月をもって廃車。

### 標準軌在来線用電車
- クモヤ743形（1両）
  - 1両が配置されていた。牽引車。

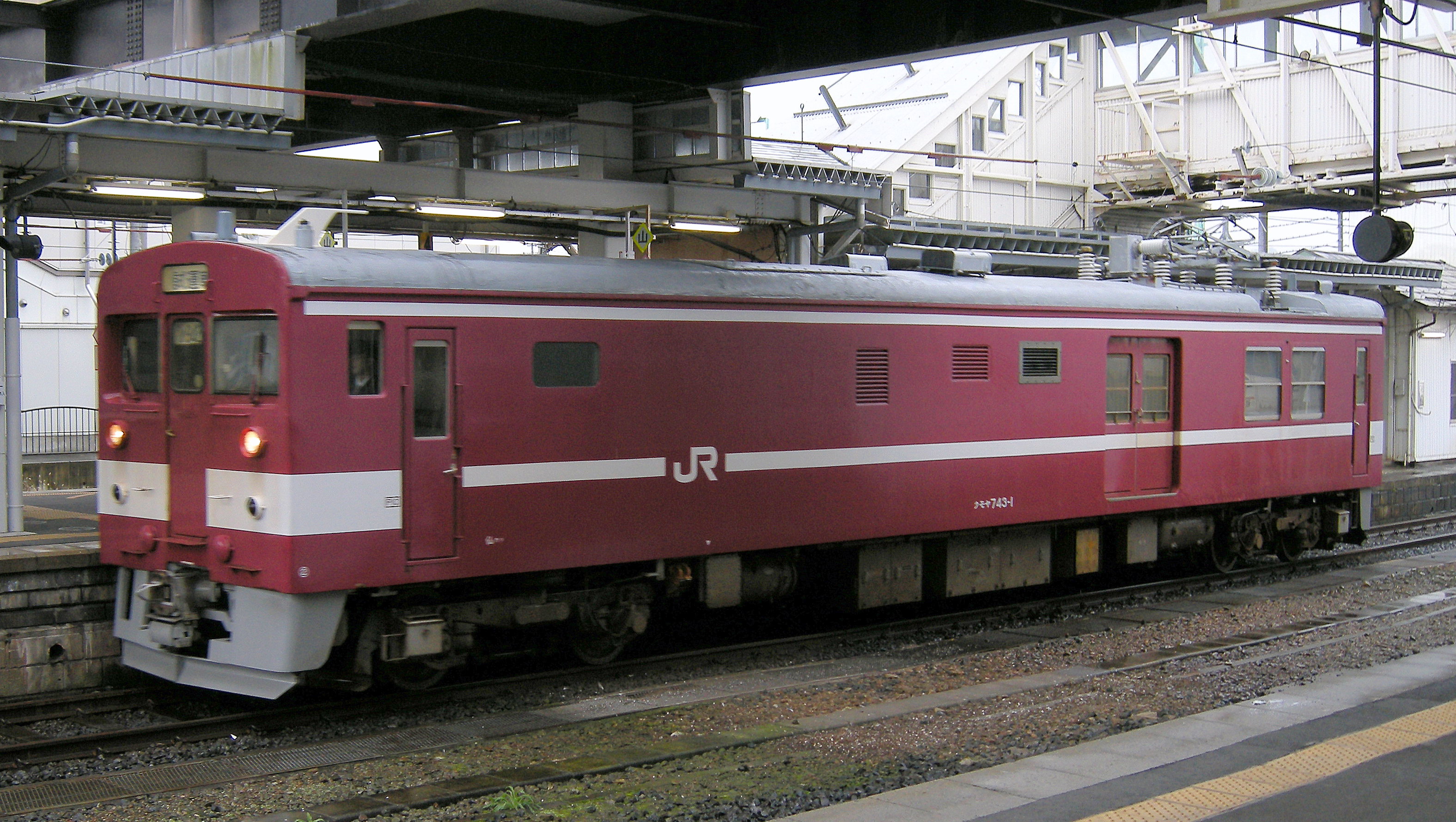
当車両センターに1両のみ在籍したクモヤ743形

  - クモヤ743形は新幹線の線路を自走できる唯一の在来線車両であるが、諸般の事情で全般検査等を仙台ではなく自区で施行することとなったため、クモヤ743形と在来線標準軌車両が連結して新幹線の線路を走行した実績はない。
  - 上記の理由で、構内入換の牽引や、福島 - 山形間において架線の霜取りや線路の落ち葉掃きのために走行することが多かった。
  - 2014年11月8日に廃車された[10]。

### 標準軌在来線用機関車
いずれも、後継の除雪車両（保線用モーターカーENR1000型）の導入により2007年度（2008年春）をもって引退している。
- DD18形ディーゼル機関車
  - 2両が配置されていた。標準軌専用ラッセル除雪車。

- DD19形ディーゼル機関車
  - 1両が配置されていた。標準軌専用ロータリー除雪車。

### 山形機関区時代の配置車両
- キハ80系気動車
  - 1965年（昭和40年）10月から1968年（昭和43年）9月まで上野 - 山形・会津若松間特急やまばとの車両として17両配置。食堂車不連結のためキシ80の配置はなかった。特急やまばとの電車化に伴い転出。

- キクハ45形気動車
  - 1961年（昭和36年）から1966年（昭和41年）まで1両 (1) が配置。鋼体化客車を気動車に改造した異端車。長井線の通勤通学列車および、山形 - 赤湯間の早朝・深夜発着の送り込み列車に使用。

- DD51形ディーゼル機関車
  - 1968年から1976年（昭和51年）まで最大18両が配置され、当時非電化だった奥羽本線山形以北の旅客・貨物列車の牽引に当たった。